# 蓬かすみ
蓬 かすみ（よもぎ かすみ、4月24日 - ）は日本の女性声優。主にアダルトゲームに声をあてている。以前はロックンバナナに所属していた。
2021年6月28日に『よもぎかすみ』に改名した。yomogi_kasumiのツイート（1409482069579755527）

## 出演作品
太字は主役・メインキャラクター

### 配信アニメ
2018年
- 思春期セックス 第2話～今日、私ん家集合ね！～(母親)
- 装煌聖姫イースフィア ～淫虐の洗脳改造～(イースアクア)

### ゲーム

#### アダルトゲーム
2014年
- 悪堕ラビリンス 〜囚われ魔王と奈落の狂人〜（ムイ）
- 妹寝取り 〜身も心もお兄ちゃんのもの〜（加瀬 葵）
- 彼女が俺にくれたもの。俺が彼女にあげるもの。 〜KISS My Darling: めちゃ婚 case3〜
- 恋剣乙女 〜再燃〜
- 神骸魂装姫ヤクモ（縁）
- 超催眠術学園（星ヶ丘 茜）
- バカな妹を利口にするのは俺の××だけな件について（御津井 芭華）
- パサージュ! passage of life.
- BunnyParadise ばにぱら〜恋人全員バニー化計画〜（桜橋 ミリア）
- PURE×LOVER -姉と幼なじみとHなカンケイ-（新堀 彩華）
- 魔女ヴェロニカ 〜終わらない魔辱煉獄〜（ベルタ・ラインフェルト）
- 魔女こいにっき

2015年
- 淫靡蕩少女 -寄り添いし可憐なる従者-（ふよう）
- 淫靡蕩少女 -寄り添いし可憐なる従者- ブランニュー版:前編）
- 淫靡蕩少女 -寄り添いし可憐なる従者- ブランニュー版:後編（ふよう）
- えむリア! 〜俺がドMになったのはどう考えてもお前らが悪い〜（島津 耶沙[1]）
- 完全時間停止 〜無理やり時間を止められた世界でハメられる女たち〜（神楽坂 苺）
- 巨乳ファンタジー デジタルノベライズ版（偽サキュバス）
- さくらにかげつ（一都 ハコ[2]）
- 三極姫4 〜天下繚乱 天命の恋絵巻〜（袁紹本初）
- じゅ〜にんかんり! 〜10人の乙女に愛の手を〜（南 葵）
- 侵蝕 零 〜淫魔の生贄〜（早乙女 美星）
- 戦極姫6 〜天下覚醒、新月の煌き〜（鬼庭綱元、筒井順慶、香宗我部親泰）
- トラベリングスターズ -Traveling Stars-（女子学生C）
- パニカル・コンフュージョン
- フォーリンラブ×4tune（恵崎 理緒）
- 妹どり〜む! 〜ウチの妹は××になりたいらしい〜（朝倉 冬華）
- 毎日がハーレムすぎて王子は姫を決められないっ!（天明寺 るり香）
- ヤ・ク・ソ・ク☆ラブハーレム（鈴木 かすみ）
- 妖怪事件改方の小噺（河原辺 水澄）

2016年
- 戦御村正 -剣の凱歌-（立花鑑、イルスユルティライネン、ネレスサンボルジャ）
- 工事現場の惨劇 〜昴・りり肉穴激壊!（向田 りり）
- 放課後3 〜狙われた純潔〜（里崎 真優）
- 牝贄狩 〜淫虐のアーケード街（向田 りり）
- 淫妖蟲 獄 〜凌触地獄退魔録〜（萩尾杏依）
- セクロスフィア（高尾 琴梨）
- はらかつ! 〜気になるあの子と子作りエッチ〜（室戸 美咲）
- ビッチ姉ちゃんが清純なはずがないっ!（海老名 撫子）
- ナツイロココロログ（常磐 久遠[3]）
- 瑠璃の檻 ‐DOMINATION GAME‐（多湖浦 華那）
- サクラノモリ†ドリーマーズ（塔野沢 亜里砂）
- 交姦の虜たち…（前島 愛衣）[4]
- 遊聖天使プリマヴェールDrei（スフィカ）[5]
- ちびパイア! 〜吸血姉妹とエッチでビッチな同棲性活〜（リリィ）[6]
- 女装学園 (孕)（舘山寺 玲）[7]
- ご主人様、メイド服を脱がさないで。（'財前 千夏'）[8]
- お嬢様はイイナリみたいです!?（皆城 愛璃栖）[9]

2017年
- 絆きらめく恋いろは (上和泉 桜夜)
- Re;Lord 第三章～グローセンの魔王と最後の魔女～（アリシア・クローズ）
- お嬢様の半分は恋愛で出来ています！（藤原 赤穂）
- 田舎姦 ～奇跡のイキ神力で純朴娘に精注入♡～（小金澤 麗）
- ビッチ学園が清純なはずがないっ！！？（龍ケ崎 柚月）
- ビッチ姉妹が清純なはずがないっ!!（スカーレット・ウェルへルミナカーデ）
- いつまでも俺は母に恋してる！～いいよ、ママに甘えて、おっぱいでいっぱいお世話してあげる♪～（深山 千世梨）
- 食べドル☆小町ちゃん〜アイドルがむっちりでエッチじゃダメですか？〜（細貝 小町）
- 邪孕姫〜魔物を孕むか狂乱か姫騎士姉妹を秤にかける〜（シェリル）
- 魔王軍へようこそ５（勇者ソフィア、商人ウルカ）
- アヤツラレル！？私の肢体は誰かのオモチャ（瀬良 亜里沙）

2018年
- 厨二姫の帝国 (厨二姫)
- 恋はもふもふ！ラブ・ミー・テディ（鬼怒川 英美里）
- 恋するココロと魔法のコトバ（バステト、他多数）
- 孕ら・ポコ！〜異能催眠で女学園を孕ませ征服〜（城ヶ崎 梢）
- ドM妹♡おねだり個人レッスン〜私のSEX家庭教師お兄ちゃん〜（有川 いちご）
- 正義の変身ヒロインを支える俺と悪の女幹部（青空 未来）
- 妹どり〜む！ 〜ウチの妹は××になりたいらしい〜（朝倉 冬華）
- その大樹は魔界を喰らう！(ハネコ)
- 淫妖蟲コンプリートボックス（萩尾 杏依）
- プレイ！プレイ！プレイ！GO！（真実 姫桃香、羽生 桃子）
- 年下ママ 〜バブみたっぷりオギャり放題〜（佐久野 菜那[10]）

2019年
- セックスオープンワールドへようこそ！ (カシマ・ヒカリ)
- 大戦御村正-魔人覚醒- (立花鑑、イルス・ユルティライネン、ネレス・サンボルジャ)
- 刃撫魅！～アタシが産みなおしてやんよ！～（朝比奈 ショコラ）
- 姉あそび! ～サポごっこでスキンシップ～（雨ヶ谷 小雪）
- 巨乳ギャルMC交際「こんなオジサンチ○ポに逆らえないなんて……マジありえないっ!」(芳地 優樹菜)
- 俺のアレが神聖過ぎて重宝されるんだが！？（リリー）
- 装煌聖姫イースフィア～淫虐の洗脳改造～（イースアクア/藤井 夏海）
- 触手胎姦の魔法少女☆ユーリ(桜坂 夢莉)

2020年
- カスタムオーダーメイド3D2/甘々デレデレでご主人様を信仰している妹系幼馴染
- 風雷戦姫 神夢 (琳音)
- 支配の教壇Ⅱ(夢園 蓮美)
- トモダチの母〜熟々たる想い(高瀬 三咲)
- 爆乳淫辱霊媒師(ヒヨ)

2021年
- 檻姫 ～極嬢の未来は俺のモノ～(折倉 那奈穂)
- LiLiM Premium BOX 2 -旋風雷牙-(琳音)
- コイカツ！サンシャイン（高飛車/不良少女/母性的）
- ぶっかけ陰陽師絵巻 ～Hなお祓いいたします～（十 葉月）

2022年
- RE:D Cherish!（チュンファ）
- つまもみ ～欲求不満の奥さんとなし崩しオイルマッサージ～（宮竹 悠那）
- 奪通 NTR配達サービス営業中（徳田 結菜）

2023年
- AI(愛)妻と娘への調教性活（葉木 美鈴）

2024年
- 姦裏人 偽りのメイドは裏切りに染まる（枢木 翔子）
- 同級生2リメイク (水野 友美)
- キョウセイ支配（香坂 更紗）
- サマバケ!すくらんぶる 性格追加パック（お嬢様）

#### ブラウザ／オンラインゲーム
- にじげんカノジョ (椿 フラン)
- BRAIN VALKYRIES 三国伝（黄忠、孫策、孫権、孫尚香、蒋欽）
- ハニー×ブレイド2（北川 りこ）
- ReBless（テレシア）
- スクールさーばんつ！ (御守 美心)
- ジェミニシード (ミナギ、ヴィオラ)
- 要塞少女 (クリス)
- 巨神と誓女 (鉄腕のメル)
- 宝石姫 JEWEL PRINCESS（忍石、ジェダイト、フェアリークオーツ）
- りりぃあんじぇ（シュー、ミキュナ、モエ）

#### コンシューマーゲーム
- 戦御村正DX-紅蓮の血統-（立花鑑、イルス ユルティライネン、ネレス サンボルジャ、ダヌビス）
- 戦極姫7〜戦雲つらぬく紅蓮の遺志〜（黒田 長政、北条 三郎、相馬 義胤）
- 三極姫5〜飛翔降臨・戦煌の闘神〜（張飛、姜維、袁紹）

#### ラジオ
- よもぎかすみの恋するティータイム

### コラム
- 蓬かすみ&みたかりん連載コラム 【かすみりん】（2016年4月28日 - ）[11]